# Мартиненги, Николо
Николо Мартиненги (итал. Nicolò Martinenghi, род. 1 августа 1999, Варезе, Ломбардия) — итальянский пловец, специализируется в плавании брассом. Олимпийский чемпион 2024 года на дистанции 100 метров брассом, двукратный чемпион мира, двукратный чемпион мира на короткой воде.

## Карьера

### Летние Олимпийские игры 2020
На Олимпийских играх 2020 в Токио, проходивших в 2021 году, завоевал две бронзовые медали: в заплыве на 100 метров брассом и комбинированной эстафете 4×100 м. Таким образом он стал вторым итальянцем в истории, выигравшим олимпийскую медаль в плавании брассом. В смешанной комбинированной эстафете Мартиненги не смог завоевать третью медаль, заняв четвёртое место.

### Чемпионат мира 2022
На чемпионате мира 2022 в Будапеште завоевал золотую медаль на дистанции 100 метров брассом и в эстафете 4×100 м комплексом, а также серебряную медаль на дистанции 50 метров брассом.

## Летние Олимпийские игры 2024
На Олимпийских играх 2024 года в Париже завоевал золотую медаль на дистанции 100 метров брассом с результатом 59,03.